# رود برن
رود برن یک رودخانه در شمال غربی شهرستان نورفولک در شرق انگلستان است. طول این رود ۱۲٫۳ کیلومتر (۷٫۶ مایل) است.